# NGC 7317
NGC 7317 (również PGC 69256 lub HCG 92E) – galaktyka eliptyczna (E4), znajdująca się w gwiazdozbiorze Pegaza. Została odkryta 23 września 1876 roku przez Édouarda Stephana. Galaktyka ta stanowi część Kwintetu Stephana.